# Xplora1: Peter Gabriel's Secret World
Xplora1: Peter Gabriel's Secret World est un jeu vidéo musical développé par Real World Media et édité par MacPlay, sorti en 1993 sur Mac puis Windows et CD-i.

## Accueil
Le jeu a reçu trois prix de l'Academy of Interactive Arts and Sciences en 1994 : Meilleur Produit interactif, Meilleur Jeu musical et Meilleure utilisation de la musique.